# استرآبادمحله
استرآبادمحله، روستایی است از توابع بخش مرکزی شهرستان قائم‌شهر در استان مازندران ایران. این روستا از سمت شرق به روستای بالارستم، از شمال به پایین رستم و از جنوب به آسیاب سر متصل می باشد.

## پیشینه
اهالی اولیه این روستا چندین خانواده بودند که از استرآباد قدیم (گرگان کنونی) در عهد ناصری به این منطقه مهاجرت نمودند و چون اصالت استرآبادی داشتند، محل سکونت جدید را "استرآبادی محله" نام نهادند. به مرور زمان نام روستا از استرآبادی محله به استرآباد محله تغییر نام یافت.

## کسب وکار
شغل اصلی اکثر اهالی روستا، کشاورزی و باغداری انواع مرکبات می باشد.

## آثار تاریخی
از آثار تاریخی روستا پل آجری بالا تجن، موسوم به "سَنگِ پِل" مربوط به دوره قاجار می باشد که  در تاریخ ۱۰ بهمن ۱۳۸۳ با شمارهٔ ثبت ۱۱۳۴۱ به‌عنوان یکی از آثار ملی ایران به ثبت رسیده است.

## جمعیت
این روستا در بالاتجن قرار داشته و براساس آخرین سرشماری مرکز آمار ایران که در سال ۱۳۸۵ صورت گرفته، جمعیت آن ۱۸۸نفر (۵۵خانوار) بوده‌است.